# Олимпийски парк (Мюнхен)
Вижте пояснителната страница за други значения на Олимпийски парк.
Олимпийският парк (на немски: Olympiapark) е комплекс от спортни и други обществени сгради в град Мюнхен, Германия.
Изграден за Летните олимпийски игри през 1972 година, той включва обширен парк, Олимпийски стадион, 2 спортни зали, покрит плувен басейн, Олимпийската кула с височина 291 m, пресцентър, селище с жилищни сгради за участниците в Олимпиадата и други по-малки сгради.